# برينغتون (كامبريدجشير)
برينغتون (بالإنجليزية: Brington, Cambridgeshire)‏ هي قرية و أبرشية مدنية تقع في المملكة المتحدة في إنجلترا.